# Експедиційна медаль за війну з тероризмом (США)
Експедиці́йна меда́ль за війну́ з терори́змом (США) (англ. Global War on Terrorism Expeditionary Medal) — військова нагорода США, запроваджена 2003 президентом США Джорджем Бушем.
Медаллю нагороджуються військовослужбовці Збройних сил США, які брали безпосередню участь у глобальній війни з тероризмом. Для нагородження є такі критерії: безперервна військова служба протягом щонайменше 30 діб або не менш 60 діб з перервами під час проведення антитерористичних операцій (за винятком участі в операціях в Іраку та Афганістані). Медаллю також можуть нагороджуються військовослужбовці, які брали безпосередню участь у бойових діях поза межами США, підпадали під терористичну атаку, були поранені або вбиті поза залежності від кількості відслужених діб.
Експедиційною медаллю за війну з тероризмом нагороджуються за військову службу в наступних, оголошених зонами глобальної війни з тероризмом, операційних зонах:
- Азербайджан
- Афганістан (з 24 жовтня 2001 до 30 квітня 2005)
- Алжир
- Бахрейн
- Болгарія(Бургас)
- Буркіна-Фасо
- Греція (Крит)
- Грузія
- Колумбія
- Кіпр
- Дієго-Гарсія
- Джибуті
- Еритрея
- Ефіопія
- Єгипет
- Ємен
- Іран
- Ізраїль
- Йорданія
- Казахстан
- Катар
- Кенія
- Киргизстан
- Косово (тільки за участь в операціях, які не підпадають під нагородження медаллю за кампанію у Косово )
- Кувейт
- Ліван
- Мавританія
- Малі
- Марокко
- Нігер
- Нігерія
- Об'єднані Арабські Емірати
- Оман
- Пакистан
- Румунія (Констанца)
- Саудівська Аравія
- Сенегал
- Сомалі
- Сирія
- Сьєрра-Леоне
- Танзанія
- Таджикистан
- Туніс
- Туреччина
- Туркменістан
- Угорщина
- Узбекистан
- Філіппіни
- Чад

Частина акваторії Аравійського моря північніше 10-ї паралелі північної широти та західніше 68-го меридіану східної довготи, у тому числі:
- Баб-ель-Мандебська протока
- Аденська затока
- Заток Акаба
- Оманська затока
- Суецька затока

Частина акваторії Середземного моря, що прилягає до Близького Сходу.
Особовий склад, що брав участь в антитерористичній операції «Nomad Shadow», в таких регіонах:
- Перська затока
- Червоне море
- Ормузька протока
- Суецький канал.